# Ozothrips vagus
Ozothrips vagus är en insektsart som beskrevs av Laurence A. Mound och Walker 1986. Ozothrips vagus ingår i släktet Ozothrips och familjen rörtripsar. Inga underarter finns listade i Catalogue of Life.